# Sclerophaedon carpathicus
Sclerophaedon carpathicus – gatunek chrząszcza z rodziny stonkowatych i podrodziny Chrysomelinae.
Takson ten opisany został po raz pierwszy w 1875 roku przez Juliusa Weisego pod nazwą Phaedon carniolicus var. carpathicus.
Chrząszcz o krępym, w zarysie krótko-owalnym ciele długości od 4,2 do 5,5 mm. Ubarwienie wierzchu ciała ma czarnomosiężne, ciemnozielone lub błękitne, zawsze z połyskiem metalicznym. Czułki są brunatnoczerwone i słabo grubieją ku wierzchołkom. Odnóża są ciemnobrunatne z czerwonobrunatymi wierzchołkami goleni i stopami. Przedplecze jest około dwukrotnie szersze niż długie, dłuższe niż u S. orbicularis, w zarysie z kątami przednimi lekko zaostrzonymi. Stopy cechują się bardzo płytkim wcięciem na szczycie członu trzeciego. Genitalia samca charakteryzują się zwężającym się ku tępo ściętemu wierzchołkowi prąciem.
Owad górski, reglowy. Aktywny od maja do sierpnia. Fitofag. Do jego roślin żywicielskich należy knieć błotna.
Gatunek palearktyczny, europejski, zaliczany do subendemitów wschodniokarpackich. Znany z Polski, Ukrainy, Rumunii i Węgier. Zamieszkuje m.in. Bieszczady, Wyhorlat, Czarnohorę i Gorgany.